# Galion, Ohio
Galion là một thành phố thuộc quận Crawford, tiểu bang Ohio, Hoa Kỳ. Năm 2010, dân số của thành phố này là 10512 người.

## Dân số
- Dân số năm 2000: 11341 người.
- Dân số năm 2010: 10512 người.